# Выборы в Законодательное собрание Санкт-Петербурга (2011)
Выборы депутатов Законодательного собрания Санкт-Петербурга V созыва прошли 4 декабря 2011, в один день с выборами в Государственную думу. Прошли по пропорциональной системе. Кандидаты выдвигались только по партийным спискам, однако каждому избирательному округу соответствовал один кандидат от каждой партии. Число округов перед этими выборами было увеличено с 50 до 53, однако число мест в парламенте не увеличилось и по-прежнему составляет 50. Впервые депутаты избирались на 5 лет (до этого срок их полномочий составлял 4 года).
К выборам были допущены все семь политических партий. Списки двух из них — ЛДПР и Справедливой России — возглавили лидеры партий: депутаты Государственной Думы Владимир Жириновский и Сергей Миронов. В общегородской части списка партии Яблоко единолично значится один из её основателей — Григорий Явлинский. Список Единой России возглавляет новый губернатор Георгий Полтавченко.

## Опросы
По данным опроса компании «Той-Опинион», за неделю до выборов в ЗакС Санкт-Петербурга проходят 5 партий: «Единая Россия», «Справедливая Россия», «Яблоко», ЛДПР и КПРФ.

## Результаты выборов
Протоколы избирательных комиссий обрабатывались достаточно быстро, и уже к шестому декабря горизбирком опубликовал предварительные итоги голосования по данным обработанных к тому моменту 95% протоколов. Согласно обнародованным результатам, в ЗакС прошло пять партий: Единая Россия, Справедливая Россия, КПРФ, Яблоко и ЛДПР. Интригу составляло число мест для каждой из партий и фамилии конкретных кандидатов, чья судьба решалась в округах. ЛДПР заявила о возможной коалиции с Единой Россией, и в сумме, по первым подсчётам, они могли бы составить большинство в один голос, так как получали 26 мандатов, однако позже было объявлено, что на двоих число мест у этих партий составит 25, то есть ровно половина состава палаты.
Также о возможных совместных действиях объявили три оппозиционных партии: Справедливая Россия, КПРФ и Яблоко. Они намеревались добиваться пересчёта голосов, обвиняя Единую Россию в фальсификациях. Длительная задержка оглашения окончательных итогов выборов породила слухи об их возможной отмене и назначении новых выборов на осень 2012 с сохранением до этого срока полномочий депутатов четвёртого созыва.
Однако 12 декабря, в последний день, отведённый законом для оглашения окончательных итогов голосования, горизбирком опубликовал их, признав результаты выборов действительными.
| Партия                             | Партия                     | Областная часть списка                                      | Кандидатов в списке *      | Дата регистрации           | Голоса  | % голосов | Мест в Собрании по списку |
| ---------------------------------- | -------------------------- | ----------------------------------------------------------- | -------------------------- | -------------------------- | ------- | --------- | ------------------------- |
|                                    | Единая Россия              | Георгий Полтавченко Вадим Тюльпанов Анастасия Мельникова    | 56                         | 07.10.2011                 | 732621  | 36.96%    | 20                        |
|                                    | Справедливая Россия        | Сергей Миронов Оксана Дмитриева Алексей Ковалёв             | 56                         | 12.10.2011                 | 457498  | 23.08%    | 12                        |
|                                    | КПРФ                       | Алексей Воронцов Юрий Гатчин Владимир Дмитриев              | 56                         | 07.10.2011                 | 271275  | 13.69%    | 7                         |
|                                    | Яблоко                     | Григорий Явлинский                                          | 54                         | 16.10.2011                 | 247741  | 12.50%    | 6                         |
|                                    | ЛДПР                       | Владимир Жириновский Максим Яковлев Евгений Медведев        | 56                         | 04.10.2011                 | 201562  | 10,17%    | 5                         |
| Партии, не преодолевшие барьер 7%: |                            |                                                             |                            |                            |         |           |                           |
|                                    | Патриоты России            | Олег Корякин Кучеренко, Виталий Яковлевич Сергей Воротынцев | 54                         | 17.10.2011                 | 23682   | 1.19%     | 0                         |
|                                    | Правое дело                | Артур Пахомов Евгений Маутэр Андрей Павлов                  | 52                         | 16.10.2011                 | 16331   | 0.82%     | 0                         |
| Недействительные бюллетени         | Недействительные бюллетени | Недействительные бюллетени                                  | Недействительные бюллетени | Недействительные бюллетени | 31246   |           | 0                         |
| Всего голосов:                     | Всего голосов:             | Всего голосов:                                              | Всего голосов:             | Всего голосов:             | 1950710 | 100,00    | 50                        |
| [ 6 ] [ 7 ]                        |                            |                                                             |                            |                            |         |           |                           |